# Kesen-gawa
Le fleuve Kesen (気仙川, Kesen-gawa) est un cours d'eau situé dans la préfecture d'Iwate, au Japon.

## Géographie
Long de 44 km, le fleuve Kesen s'écoule dans le Sud-Est de la préfecture  d'Iwate, sur l'île de Honshū, au Japon. Il prend sa source sur les pentes du versant sud du mont Takasuzu (1 013 m). Son parcours débute dans le bourg de Sumita, dont il traverse le Nord-Est, de nord-est en sud-ouest, et se poursuit, plein sud, par la traversée de Rikuzentakata, ville dans laquelle il atteint son embouchure, en baie de Hirota,,.
Le bassin versant du fleuve Kesen s'étend sur 520 km2, dans les limites du périmètre formé par les deux municipalités de Sumita et Rikuzentakata.